# Conistra rufescens
Conistra rufescens är en fjärilsart som beskrevs av Barend J. Lempke 1941. Conistra rufescens ingår i släktet Conistra och familjen nattflyn. Inga underarter finns listade i Catalogue of Life.